# Liste der Staatsoberhäupter 1666
Übersicht
◄◄ | ◄ | 1662 | 1663 | 1664 | 1665 | Liste der Staatsoberhäupter 1666 | 1667 | 1668 | 1669 | 1670 | ► | ►►

Weitere Ereignisse

## Afrika
- Äthiopien
  - Kaiser (Negus Negest): Fasilides (1632–1667)

- Bamum (im heutigen Kamerun)
  - König: Kigeri II. (1648–1672)

- Bornu (im heutigen Niger) Sefuwa-Dynastie
  - König/Mai: Ali II. (1639–1677)

- Dahomey
  - König: Houegbadja (1645–1685)

- Jolof (im heutigen Senegal)
  - Buur-ba Jolof: Birayma Mba (1649–1670)

- Kano
  - König: Bawa (1660–1670)

- Marokko (Alawiden)
  - Sultan: Mulai ar-Raschid (1664–1672)

- Munhumutapa-Reich
  - Herrscher: Kamharapasu Mukombwe (1663–1692)

- Ruanda
  - König: Kigeri II. (1648–1672)

- Sultanat von Sannar (im heutigen Sudan)
  - Sultan: Badi II. (1644/45–1681)

## Amerika
- Brasilien
  - Vizekönig: Vasco de Mascarenhas (1663–1667) (1640 Generalgouverneur von Brasilien; 1652–1653 Vizekönig von Portugiesisch-Indien)

- Vizekönigreich Neuspanien
  - Vizekönig: Antonio Sebastián de Toledo (1664–1673)

- Vizekönigreich Peru
  - Vizekönig: Diego Benavides de la Cueva (1661–1666)
  - Präsident der Audiencia: Bernardo de Iturriaza (1666–1667)

## Asien
- Birma
  - Arakan
    - König: Sanda Thudhamma (1652–1674)

  - Taungu
    - König: Pye (1661–1672)

- Brunei
  - Sultan: Abdul Mubin  (1660–1673)

- China (Qing-Dynastie)
  - Kaiser: Kangxi (1661–1722)

- Georgien
  - Imeretien
    - König: Bagrat V. (1660, 1664–1668, 1668–1678, 1679–1681)

  - Kachetien
    - König: Artschil II. (1664–1675)

  - Kartlien
    - König: Wachtang V. (1658–1675)

  - Mingrelien
    - Fürst: Levan III. Dadiani (1661–1681)

- Indien
  - Ahom (Assam)
    - König: Supangmunga (1663–1670)

  - Dekkan-Sultanate (in Zentralindien)
    - Bijapur
      - Sultan: Ali Adil Shah II. (1656–1672)

    - Golkonda (Qutub-Schahi-Dynastie)
      - Sultan: Abdullah Qutb Shah (1626–1672)

  - Madurai
    - Nayak: Chokkanatha Nayak (1662–1682)

  - Mogulreich
    - Großmogul: Aurangzeb (1658–1707)

  - Mysore
    - Maharaja: Dodda Kempadevaraja (1659–1673)

  - Portugiesisch-Indien
    - Vizekönig: António de Melo e Castro (1662–1666)
    - Vizekönig: João Nunes da Cunha (1666–1668)

- Indonesien
  - Aceh
    - Sultan: Safiyat ud-Din Taj al-Alam bint Iskandar Muda (1641–1675)

  - Johor
    - Sultan: Abdul Jalil Shah III. (1623–1677)

  - Niederländisch-Indien
    - Generalgouverneur: Joan Maetsuycker (1653–1678) (1646–1660 Gouverneur von Niederländisch-Ceylon)

- Japan
  - Kaiser (Tennō): Reigen (1663–1687)
  - Shōgun: Tokugawa Ietsuna (1651–1680)

- Kambodscha
  - König: Barom Reachea V. (1659–1672)

- Kasachen-Khanat
  - Khan: Batyr (1652–1680)

- Korea (Joseon-Dynastie)
  - König: Hyeonjong (1659–1674)

- Lan Xang (im heutigen Laos)
  - König: Sulingvongse (1638–1690)

- Nepal
  - Bhaktapur
    - König: Jagat Prakash Malla (1644–1673)

  - Kantipur
    - König: Pratap Malla (1641–1674)

  - Lalitpur
    - König: Srinivasa Malla (1661–1685)

- Persien (Safawiden-Dynastie)
  - Schah: Abbas II. (1642–1666)
  - Schah: Safi II. (1666–1694)

- Philippinen
  - Maguindanao
    - Sultan: Muhammad Dipatuan Kudarat (1619–1671) (1645–1648 Sultan von Sulu)

  - Sulu
    - Sultan: Salahud-Din Bakhtiar (1650–1680)

- Sri Lanka
  - Kandy
    - König: Rajasinha II. (1629–1687)

  - Niederländisch-Ceylon
    - Gouverneur: Ryklof van Goens (1660–1661, 1663, 1664–1675)

- Thailand (Ayutthaya)
  - König: Narai (1656–1688)

- Vietnam
  - Cao Bằng (Mạc-Dynastie)
    - Herrscher: Mạc Kính Vũ (1638–1677)

  - Lê-Dynastie
    - König: Lê Huyền Tông (1662–1671)

  - Nguyen (im Süden Vietnams)
    - Herrscher: Nguyễn Phúc Tần (1648–1687)

  - Trinh
    - Herrscher: Trịnh Tac (1657–1682)

## Europa
- Andorra
  - Co-Fürsten:
    - König von Frankreich: Ludwig XIV. (1643–1715)
    - Bischof von Urgell: Melcior Palau i Boscà (1664–1670)

- Dänemark und Norwegen
  - König: Friedrich III. (1648–1670) (1634–1648 Administrator von Bremen, 1623–1629, 1634–1648 Administrator von Verden)

- England, Irland und Schottland
  - König: Karl II. (1660–1685)

- Frankreich
  - König: Ludwig XIV. (1643–1715)

- Heiliges Römisches Reich
  - König und Kaiser: Leopold I. (1658–1705) (1657–1705 König von Böhmen, 1657–1705 Erzherzog von Österreich, 1657–1705 König von Ungarn)
  - Kurfürstenkollegium
    - Fürsterzbistum Köln
      - Kurfürst: Maximilian Heinrich von Bayern (1650–1688) (1650–1688 Bischof von Hildesheim, 1650–1688  Bischof von Lüttich, 1683–1688 Bischof von Münster, 1650–1688 Propst von Berchtesgaden, 1657 Abt von Stablo-Malmedy)

    - Fürsterzbistum Mainz
      - Kurfürst: Johann Philipp von Schönborn (1647–1673) (1663–1673 Bischof von Worms, 1642–1673 Bischof von Würzburg)

    - Fürsterzbistum Trier
      - Kurfürst: Karl Kaspar von der Leyen (1652–1676)

    - Herzogtum Bayern
      - Kurfürst: Ferdinand Maria (1651–1679)

    - Königreich Böhmen
      - Kurfürst: Leopold I. (1657–1705) (1658–1705 Kaiser, 1657–1705 Erzherzog von Österreich, 1657–1705 König von Ungarn)

    - Markgrafschaft Brandenburg
      - Kurfürst: Friedrich Wilhelm (1640–1688) (1640–1688 Herzog von Preußen)

    - Pfalzgrafschaft bei Rhein
      - Kurfürst: Karl I. Ludwig (1648–1680)

    - Herzogtum Sachsen
      - Kurfürst: Johann Georg II. (1656–1680)

  - geistliche Reichsfürsten
    - Hochstift Augsburg
      - Bischof: Johann Christoph von Freyberg (1665–1690) (1660–1674 Propst von Ellwangen)

    - Hochstift Bamberg
      - Bischof: Philipp Valentin Voit von Rieneck (1653–1672)

    - Hochstift Basel
      - Bischof: Johann Konrad I. von Roggenbach (1656–1693)

    - Fürstpropstei Berchtesgaden
      - Propst: Maximilian Heinrich von Bayern (1650–1688) (1650–1688  Erzbischof von Köln, 1650–1688 Bischof von Hildesheim, 1650–1688  Bischof von Lüttich, 1683–1688 Bischof von Münster, 1657 Abt von Stablo-Malmedy)

    - Hochstift Brixen
      - Bischof: Sigmund Alphons von Thun (1663–1677) (1668–1677 Bischof von Trient)

    - Erzstift Cambrai
      - Erzbischof: Gaspard Nemius van den Bosch ou Dubois (1649–1667)

    - Hochstift Chur
      - Bischof: Ulrich VI. de Mont (1661–1692)

    - Abtei Corvey
      - Abt: Christoph Bernhard von Galen (1661–1678) (1650–1678 Bischof von Münster)

    - Balleien des Deutschen Ordens
      - Hochmeister: Johann Caspar von Ampringen (1664–1684)

    - Hochstift Eichstätt
      - Bischof: Marquard II. Schenk von Castell (1637–1685)

    - Fürstpropstei Ellwangen
      - Propst: Johann Christoph III. von Freyberg (1660–1674) (1665–1690 Bischof von Augsburg)

    - Hochstift Freising
      - Bischof: Albrecht Sigismund von Bayern (1651–1685) (1668–1685 Bischof von Regensburg)

    - Abtei Fulda
      - Abt: Joachim Graf Gravenegg (1644–1671)

    - Hochstift Hildesheim
      - Bischof: Maximilian Heinrich von Bayern (1650–1688) (1650–1688  Erzbischof von Köln, 1650–1688  Bischof von Lüttich, 1683–1688 Bischof von Münster, 1650–1688 Propst von Berchtesgaden, 1657 Abt von Stablo-Malmedy)

    - Fürststift Kempten
      - Abt: Roman Giel von Gielsberg (1639–1673)

    - Hochstift Konstanz
      - Bischof: Franz Johann Vogt von Altensumerau und Prasberg (1645–1689)

    - Hochstift Lübeck (1555–1803 evangelische Administratoren)
      - Administrator: Christian Albrecht von Schleswig-Holstein-Gottorf (1655–1666) (1659–1695 Herzog von Schleswig-Holstein-Gottorf)
      - Administrator: August Friedrich von Schleswig-Holstein-Gottorf (1666–1705)

    - Hochstift Lüttich
      - Bischof: Maximilian Heinrich von Bayern (1650–1688) (1650–1688  Erzbischof von Köln, 1650–1688  Bischof von Hildesheim, 1683–1688 Bischof von Münster, 1650–1688 Propst von Berchtesgaden, 1657 Abt von Stablo-Malmedy)

    - Erzstift Magdeburg (1566–1631, 1638–1680 evangelische Administratoren)
      - Administrator: August von Sachsen-Weißenfels (1638–1680)

    - Hochstift Münster
      - Bischof: Christoph Bernhard von Galen (1650–1678) (1661–1678 Abt von Corvey)

    - Hochstift Osnabrück (1662–1802 abwechselnd katholische und lutherische Bischöfe)
      - Bischof: Ernst August von Braunschweig-Lüneburg (1662–1698) (1692–1698 Kurfürst von Braunschweig-Lüneburg, 1669–1698 Herzog von Braunschweig-Calenberg)

    - Hochstift Paderborn
      - Bischof: Ferdinand II. von Fürstenberg (1661–1683) (1687–1683 Bischof von Münster)

    - Hochstift Passau
      - Bischof: Wenzeslaus von Thun (1664–1673)

    - Hochstift Regensburg
      - Bischof: Adam Lorenz von Toerring-Stein (1663–1666)
      - Bischof: Guidobald von Thun (1666–1668) (1654–1668 Erzbischof von Salzburg)

    - Erzstift Salzburg
      - Erzbischof: Guidobald von Thun (1654–1668) (1666–1668 Bischof von Regensburg)

    - Hochstift Speyer
      - Bischof: Lothar Friedrich von Metternich-Burscheid (1652–1675) (1673–1675 Erzbischof von Mainz, 1673–1675 Bischof von Worms)

    - Abtei Stablo-Malmedy
      - Abt: Franz Egon I. von Fürstenberg (1657–1682) (1663–1682 Bischof von Straßburg)

    - Hochstift Straßburg
      - Bischof: Franz Egon von Fürstenberg (1663–1682) (1657–1682 Abt von Stablo und Malmedy)

    - Hochstift Trient
      - Bischof: Ernst Adalbert von Harrach (1665–1667)

    - Hochstift Worms
      - Bischof: Johann Philipp I. von Schönborn (1663–1673) (1647–1673 Erzbischof von Mainz, 1642–1673 Bischof von Würzburg)

    - Hochstift Würzburg
      - Bischof: Johann Philipp von Schönborn (1642–1673) (1647–1673 Erzbischof von Mainz, 1663–1673 Bischof von Worms)

  - weltliche Reichsfürsten
    - Fürstentum Anhalt
      - Anhalt-Bernburg
        - Fürst: Viktor I. Amadeus (1656–1718)

      - Fürstentum Anhalt-Dessau
        - Fürst: Johann Georg II. (1660–1693)

      - Anhalt-Harzgerode
        - Fürst: Friedrich (1635–1670)

      - Fürstentum Anhalt-Köthen
        - Fürst: Lebrecht (1665–1669) (1654–1665 Fürst von Anhalt-Plötzkau)
        - Fürst: Emanuel (1665–1670) (1654–1665 Fürst von Anhalt-Plötzkau)

      - Anhalt-Zerbst
        - Fürst: Johann VI. (1621–1667)

    - Arenberg
      - Herzog: Philipp Franz (1640–1674) (bis 1644 Fürst)

    - Markgrafschaft Baden
      - Baden-Baden
        - Markgraf: Wilhelm (1622–1677)

      - Baden-Durlach
        - Markgraf: Friedrich VI. (1659–1677)

      - Baden-Rodemachern (1666: fällt an Baden-Baden)
        - Markgraf: Karl Wilhelm Eugen (1665–1666)

    - Brandenburg-Ansbach
      - Markgraf: Albrecht II. (1634–1667)

    - Brandenburg-Bayreuth
      - Markgraf: Christian Ernst (1655–1712)

    - Braunschweig-Lüneburg
      - Calenberg-Göttingen
        - Herzog: Johann Friedrich (1665–1679)

      - Lüneburg
        - Herzog: Georg Wilhelm (1665–1705) (1648–1665 Herzog von Braunschweig-Calenberg-Göttingen)

      - Wolfenbüttel
        - Herzog: August II. (1635–1666)
        - Herzog: Rudolf August (1666–1704)

    - Hessen-Darmstadt
      - Landgraf: Ludwig VI. (1661–1678)

    - Hessen-Kassel
      - Landgraf: Wilhelm VII. (1663–1670)

    - Hohenzollern-Hechingen
      - Fürst: Philipp (1661–1671)

    -  Hohenzollern-Sigmaringen
      - Fürst: Meinrad I. (1638–1681)

    - Jülich und Berg
      - Herzog: Philipp Wilhelm (1653–1679) (1685–1690 Kurfürst der Pfalz, 1653–1690 Herzog von Pfalz-Neuburg)

    - Leuchtenberg
      - Herzog: Maximilian Philipp Hieronymus (1650–1705)

    - Liechtenstein
      - Fürst: Karl Eusebius (1627–1684)

    - Lothringen
      - Herzog: Karl IV. (1625–1634, 1641, 1661–1670)

    - Herzogtum Mecklenburg
      - Mecklenburg-Güstrow
        - Herzog: Gustav Adolf (1636–1695) (1636–1648 Administrator von Ratzeburg)

      - Mecklenburg-Schwerin
        - Herzog: Christian Ludwig I. (1658–1692)

    - Nassau
      - Ottonische Linie
        - Nassau-Diez
          - Fürst: Heinrich Casimir II. (1664–1696) (1664–1696 Statthalter von Friesland, Groningen und Drenthe)

        - Nassau-Dillenburg
          - Fürst: Heinrich (1662–1701)

        - Nassau-Hadamar
          - Fürst: Moritz Heinrich (1653–1679)

        - Nassau-Siegen (katholische Linie)
          - Fürst: Johann Franz Desideratus (1638–1699) (bis 1652 Graf)

        - Nassau-Siegen (reformierte Linie)
          - Fürst: Johann Moritz (1623–1679) (bis 1652 Graf)
          - Fürst: Georg Friedrich (1623–1674) (bis 1664 Graf)

    - Österreich
      - Erzherzog: Leopold V. (1657–1705) (1658–1705 Kaiser, 1657–1705 König von Böhmen, 1657–1705 König von Ungarn)

    - Ostfriesland
      - Fürst: Christian Eberhard (1665–1708) (bis 1690 unter Vormundschaft)
      - Regentin: Christine Charlotte von Württemberg (1665–1690)

    - Pfalz-Neuburg
      - Herzog: Philipp Wilhelm (1653–1690) (1685–1690 Kurfürst der Pfalz, 1653–1679 Herzog von Jülich und Berg)

    - Pfalz-Sulzbach
      - Herzog: Christian August (1656–1708)

    - Pfalz-Veldenz
      - Herzog: Leopold Ludwig (1634–1694)

    - Pfalz-Zweibrücken
      - Herzog: Friedrich Ludwig (1661–1681)

    - Herzogtum Sachsen
      - Sachsen-Altenburg
        - Herzog: Friedrich Wilhelm II. (1639–1669)

      - Sachsen-Gotha
        - Herzog: Ernst I. (1640–1672) (1672–1675 Herzog von Sachsen-Gotha-Altenburg)

      - Sachsen-Weimar
        - Herzog: Johann Ernst II. (1662–1683)

    - Sachsen-Lauenburg
      - Herzog: Franz Erdmann (1665–1666)
      - Herzog: Julius Franz (1666–1689)

    - Schleswig-Holstein-Gottorf
      - Herzog: Christian Albrecht (1659–1695) (1655–1666 Administrator von Lübeck)

    - Schleswig-Holstein-Sonderburg
      - Herzog: Christian Adolf I. (1653–1667/1702) (verliert 1667 Sonderburg an Dänemark, 1676–1702 Herzog von Schleswig-Holstein-Sonderburg-Franzhagen)

    - Schleswig-Holstein-Sonderburg-Augustenburg
      - Herzog: Ernst Günther (1627–1689)

    - Schleswig-Holstein-Sonderburg-Beck
      - Herzog: August Philipp (1627–1675)

    - Schleswig-Holstein-Sonderburg-Glücksburg
      - Herzog: Christian (1663–1698)

    - Schleswig-Holstein-Sonderburg-Norburg
      - Herzog: Johann Bogislaw (1656–1669)

    - Schleswig-Holstein-Sonderburg-Plön
      - Herzog: Joachim Ernst (1622–1671)

    - Schleswig-Holstein-Sonderburg-Wiesenburg
      - Herzog: Philipp Ludwig (1627–1689)

    - Württemberg
      - Herzog: Eberhard III. (1628–1674)

  - sonstige Reichsstände (Auswahl)
    - Grafschaft Hanau
      - Graf: Friedrich Casimir (1642–1685) (1641–1642 Graf von Hanau-Lichtenberg)

    - Lippe
      - Lippe-Biesterfeld
        - Graf: Jobst Hermann (1627–1678)

      - Lippe-Brake
        - Graf: Kasimir (1657–1692)

      - Lippe-Detmold
        - Graf: Simon Heinrich (1665–1697)

    - Nassau
      - Walramische Linie
        - Nassau-Idstein
          - Graf: Johann (1629–1677) (1627–1629 Graf von Nassau-Saarbrücken-Weilburg)

        - Nassau-Ottweiler
          - Graf: Johann Ludwig (1659–1690) (1640–1659 Graf von Nassau-Saarbrücken)

        - Nassau-Saarbrücken
          - Graf: Gustav Adolf (1640–1677)

        - Nassau-Usingen
          - Graf: Walrad (1659–1702) (ab 1688 Fürst, 1640–1659 Graf von Nassau-Saarbrücken)

        - Nassau-Weilburg
          - Graf: Friedrich (1655–1675)

    - Oldenburg
      - Graf: Anton Günther (1603–1667)

    - Ortenburg
      - Graf: Georg Reinhard (1658–1666)
      - Graf: Christian (1666–1684)

    - Reuß
      - Reuß ältere Linie
        - Reuß-Obergreiz
          - Herr: Heinrich I. (1629–1681) (ab 1673 Graf)

        - Reuß-Untergreiz
          - Herr: Heinrich V. (1604–1616, 1625–1667) (1616–1625 Herr von Reuß-Greiz, 1643–1667 Herr von Reuß-Burgk)

      - Reuß jüngere Linie
        - Reuß-Gera
          - Herr: Heinrich II. (1635–1670)

        - Reuß-Lobenstein
          - Herr: Heinrich X. (1647–1671) (1635–1647 Herr von Reuß-Gera)

        - Reuß-Saalburg (fällt an Reuß-Gera)
          - Herr: Heinrich I. (1647–1666) (1640–1647 Herr von Reuß-Gera, 1666–1673 Herr von Reuß-Schleiz, 1673–1692 Graf von Reuß-Schleiz)

        - Reuß-Schleiz (fällt an Reuß-Saalburg)
          - Herr: Heinrich IX. (1647–1666) (1635–1647 Herr von Reuß-Gera)
          - Herr: Heinrich I. (1666–1692) (1640–1647 Herr von Reuß-Gera, 1647–1666 Herr von Reuß-Saalburg, 1673–1692 Graf von Reuß-Schleiz)

    - Schaumburg-Lippe
      - Graf: Philipp I. (1647–1681)

    - Schwarzburg-Rudolstadt
      - Graf: Albert Anton (1646–1710)

    - Schwarzburg-Sondershausen (gemeinsame Herrschaft)
      - Graf: Christian Günther II. (1642–1666) (in Arnstadt)
      - Graf: Anton Günther I. (1642–1666) (in Sondershausen)
      - Graf: Ludwig Günther II. (1642–1681) (in Ebeleben, ab 1666 in Arnstadt)
      - Graf: Christian Wilhelm (1666–1720) (ab 1697 Fürst) (in Sondershausen)
      - Graf: Anton Günther II. (1666–1681) (1681–1697 Graf von Schwarzburg-Arnstadt, 1697–1719 Fürst von Schwarzburg-Arnstadt) (in Sondershausen)

    - Waldeck-Eisenberg
      - Graf: Heinrich Wolrad (1645–1664)

    - Waldeck-Wildungen
      - Graf: Christian Ludwig (1645–1706)
      - Graf: Josias II. (1645–1669)

- Italienische Staaten
  - Genua
    - Doge: Cesare Durazzo (1665–1667)

  - Guastalla
    - Herzog: Ferrante III. Gonzaga (1632–1678)

  - Kirchenstaat
    - Papst: Alexander VII. (1655–1667)

  - Mailand (1535–1706 zu Spanien)
    - Herzog: Karl II. von Spanien (1665–1700)
      - Gouverneur: Luis de Guzmán Ponce de Leon (1662–1668)

  - Mantua (1533–1708 Personalunion mit Montferrat)
    - Herzog: Ferdinando Carlo Gonzaga (1665–1708) (1678–1692 Herzog von Guastalla)

  - Massa und Carrara
    - Herzog: Alberico II. Cibo-Malaspina (1662–1690) (bis 1664 Fürst)

  - Mirandola
    - Herzog: Alessandro II. Pico (1637–1691)

  - Modena und Reggio
    - Herzog: Francesco II. d’Este (1662–1694)

  - Montferrat (1533–1708 Personalunion mit Mantua)
    - Herzog: Ferdinando Carlo Gonzaga (1665–1708) (1678–1692 Herzog von Guastalla)

  - Neapel (1503–1707/14 zu Aragon bzw. Spanien)
    - König: Karl II. von Spanien (1665–1700)
      - Vizekönig: Pascual de Aragón (1664–1666)
      - Vizekönig: Pedro Antonio de Aragón (1666–1671)

  - Parma und Piacenza
    - Herzog: Ranuccio II. Farnese (1646–1694)

  - Piombino
    - Fürst: Giovan Battista Ludovisi (1664–1699)

  - San Marino
    - Capitani Reggenti: Carlo Tosini (1650–1651, 1654–1655, 1661–1662, 1665–1666, 1671–1672, 1675–1676, 1679–1680, 1683–1684) und Sforza Cionini (1628, 1632–1633, 1641–1642, 1645, 1655, 1661, 1665–1666, 1672–1673)
    - Capitani Reggenti: Giacomo Belluzzi (1642, 1648, 1652–1653, 1657–1658, 1661, 1666, 1669–1670, 1681) und Giambattista Tosini (1666, 1669–1670, 1672–1674, 1677, 1680–1681, 1697, 1704–1705)
    - Capitani Reggenti: Alessandro Belluzzi (1651, 1656–1657, 1660–1661, 1666–1667, 1672–1673, 1680, 1687) und Pompeo Zoli (1658–1659, 1662–1663, 1666–1667, 1671, 1676)

  - Savoyen
    - Herzog: Karl Emanuel II. (1638–1675)

  - Sizilien (1412–1713 zu Aragon bzw. Spanien)
    - König: Karl II. von Spanien (1665–1700)
      - Vizekönig: Francesco Caetani (1662–1667) (1660–1662 Gouverneur von Mailand)

  - Toskana
    - Großherzog: Ferdinando II. de’ Medici (1621–1670)

  - Venedig
    - Doge: Domenico II. Contarini (1659–1675)

- Khanat der Krim
  - Khan: Mehmed IV. Giray (1641–1644, 1654–1666)
  - Khan: Adil Giray (1666–1671)

- Kurland
  - Herzog: Jakob Kettler (1642–1682)

- Malta
  - Großmeister: Nicolas Cotoner (1663–1680)

- Moldau (unter osmanischer Oberherrschaft)
  - Fürst: Gheorghe Duca (1665–1666, 1668–1672, 1678–1683)
  - Fürst: Iliaș Alexandru (1666–1668)

- Monaco
  - Fürst: Louis I. (1662–1701)

- Niederlande
  - Republik der Sieben Vereinigten Provinzen
    - Friesland
      - Statthalter: Heinrich Casimir II. von Nassau-Dietz (1664–1696) (1664–1696 Statthalter von Groningen und Drenthe, 1664–1696 Fürst von Nassau-Dietz)

    - Drenthe und Groningen
      - Statthalter: Heinrich Casimir II. von Nassau-Dietz (1664–1696) (1664–1696 Statthalter von Friesland, 1664–1696 Fürst von Nassau-Dietz)

    - Holland und Zeeland
      - Statthalter: vakant (1650–1672)

    - Overijssel und Gelderland
      - Statthalter: vakant (1650–1675)

    - Utrecht
      - Statthalter: vakant (1650–1672)

  - Spanische Niederlande (bis 1714/95 formal Bestandteil des Heiligen Römischen Reichs)
    - Statthalter: Francisco de Moura Cortereal (1664–1668)

- Osmanisches Reich
  - Sultan: Mehmed IV. (1648–1687)

- Polen
  - König: Johann II. Kasimir (1648–1668)

- Portugal
  - König: Alfons VI. (1656–1683)

- Preußen
  - Herzog: Friedrich Wilhelm (1640–1688) (1640–1688 Kurfürst von Brandenburg)

- Russland
  - Zar: Alexei I. (1645–1676)

- Schweden
  - König: Karl XI. (1660–1697) (1681–1697 Herzog von Pfalz-Zweibrücken)

- Siebenbürgen
  - Fürst: Michael I. Apafi (1661–1690)

- Spanien
  - König: Karl II. (1665–1700)

- Ungarn
  - König: Leopold I. (1657–1705) (1658–1705 Kaiser, 1657–1705 König von Böhmen, 1657–1705 Erzherzog von Österreich)

- Walachei (unter osmanischer Oberherrschaft)
  - Fürst: Radu Leon (1664–1669)